# 30 de mayo
El 30 de mayo es el 150.º (centésimo quincuagésimo) día del año en el calendario gregoriano y el 151.º en los años bisiestos. Quedan 215 días para finalizar el año.

## Acontecimientos
- 1108: las tropas cristianas de Alfonso VI son derrotadas en la batalla de Uclés (Cuenca) por los almorávides de Granada, Valencia y Murcia, dirigidos por Yusuf ibn Tasufin.
- 1416: la Iglesia católica quema vivo a Jerónimo de Praga por defender al reformador religioso Jan Hus.
- 1431: en Ruan (Francia), los ingleses queman viva a la joven francesa santa Juana de Arco bajo acusación de herejía.
- 1498: desde Sanlúcar de Barrameda (España), comienza el tercer viaje de Cristóbal Colón y sus marineros hacia el continente americano.
- 1516: en Aragón, Carlos I es nombrado heredero del trono tras la muerte de su abuelo Fernando el Católico.
- 1539: en la Florida (actual Estados Unidos), el conquistador Hernando de Soto desembarca en la bahía de Tampa con 600 soldados en su búsqueda de oro.
- 1574: en Francia Enrique III es coronado rey.
- 1574: en Uruguay, el adelantado Juan Ortiz de Zárate funda la aldea de San Salvador, hoy Dolores.
- 1806: en Estados Unidos, el terrateniente esclavista Andrew Jackson (más tarde presidente de Estados Unidos) mata en duelo a un hombre después de que este acusara de bigamia a la esposa de Jackson.
- 1814: durante las llamadas guerras napoleónicas (Sexta Coalición), se firma el primer Tratado de París que permite a Francia conservar las fronteras de 1792.
- 1815: José Gaspar Rodríguez de Francia se hace proclamar dictador perpetuo y jefe de la iglesia de Paraguay.
- 1825: en Colombia, la ciudad de Tuluá recibe su autonomía constitucional al segregar su territorio de Buga.
- 1837: en Valparaíso (Chile), el sacerdote Juan Crisóstomo Liausú funda el Colegio de los Sagrados Corazones de Valparaíso, actualmente el establecimiento de educación privada más antiguo en Latinoamérica.
- 1876: el sultán otomano Abd-ul-Aziz es depuesto y sucedido por su sobrino Murat V.
- 1879: el City's Gilmores Garden de Nueva York es renombrado Madison Square Garden por el millonario William Vanderbilt y es abierto al público en la calle 26 y la avenida Madison.
- 1883: en Estados Unidos, un rumor acerca del colapso del puente de Brooklyn (en Nueva York) causa una estampida en la que mueren aplastadas doce personas.
- 1983: el cantautor británico Elton John, publica su decimoséptimo álbum de estudio, Too Low for Zero.
- 1884: en Francia se restablece el divorcio, que había sido anulado en 1816 por el rey Luis XVIII.
- 1895: el poeta cubano José María de Heredia es aceptado por la Academia francesa.
- 1906: se inaugura el túnel del Simplón en los Alpes, lo que facilita la comunicación entre Italia y Suiza.
- 1911: la primera edición de las 500 Millas de Indianápolis es ganada por el piloto estadounidense Ray Harroun, con su automóvil Marmon "Wasp".
- 1913: Albania se independiza del imperio turco.
- 1913: al firmarse un tratado de paz en Londres finaliza la primera guerra balcánica.
- 1915: en Turquía, comienza la expropiación de bienes, deportación, violaciones y matanza de armenios. En los siguientes ocho años los turcos asesinaran a más de un millón de personas.
- 1918: en la Unión Soviética se extiende la guerra civil entre los defensores de la revolución y los lacayos del zarismo parásito.
- 1919: en Argentina se funda la revista deportiva El Gráfico, la más antigua del país.
- 1922: en Washington (Estados Unidos), se inaugura el Monumento a Lincoln.
- 1925: en Estados Unidos, el ingeniero Dick Drew patenta la cinta adhesiva, más conocida como cinta scotch.
- 1926: en Portugal, triunfa el «pronunciamiento de Braga» (golpe de estado) encabezado por el general Manuel Gomes da Costa, que da paso a una dictadura militar.
- 1928: en Nicaragua se funda la Academia Nicaragüense de la Lengua.
- 1934: Estados Unidos elimina la enmienda Platt y Cuba se independiza (aunque económicamente seguía siendo una colonia de estados unidos)
- 1935: Bolivia acepta una tregua de treinta días en la guerra del Chaco, gracias a la mediación de Argentina y Brasil.
- 1940: en Bélgica, el gobierno suspende en sus funciones a Leopoldo III alegando conducta anticonstitucional.
- 1942: mil bombarderos británicos atacan durante 90 minutos la ciudad de Colonia (gobernada por el régimen nazi) en el marco de la Segunda Guerra Mundial.
- 1945: un bombardeo británico destruye la base de Peenemünde, donde los nazis fabricaban los famosos misiles V-2.
- 1948: en Corea del Sur, Syngman Rhee es nombrado presidente de la Asamblea Nacional.
- 1948: en Estados Unidos, se rompe un dique en el río Columbia, inundando Vanport (Oregón). Mueren 15 personas y decenas de miles quedan sin techo.
- 1950: en Corea del Sur, los partidarios de Syngman Rhee sufren una derrota electoral.

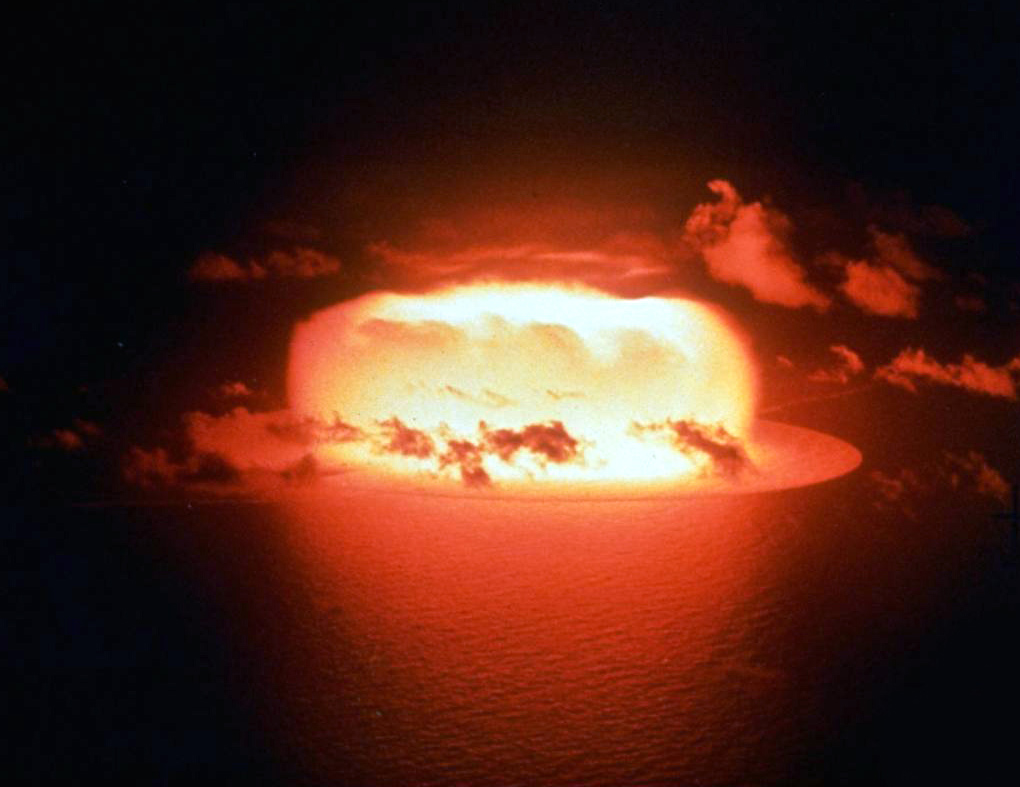
Explosión de la bomba de hidrógeno Erie, en 1956. Fue la bomba n.º 75 de las 1132 que Estados Unidos detonó entre 1945 y 1992.

- 1955: en el circuito de Indianápolis, fallece el piloto Bill Vukovich durante la celebración de la prueba deportiva de las 500 millas de Indianápolis.
- 1956: en el atolón Enewetak, Estados Unidos detona la bomba atómica Erie (nombre de una etnia de nativos americanos), de 14,9 kilotones, la n.º 75 de las 1131 que Estados Unidos detonó entre 1945 y 1992.
- 1957: en el estadio Santiago Bernabéu, Madrid el Real Madrid consigue la 2.ª Copa de Europa venciendo por 2-0 a la Associazione Calcio Fiorentina, goles de Alfredo Di Stéfano (pen.), 70´ y Paco Gento 76´.
- 1958: en el atolón Enewetak Estados Unidos detona su bomba atómica n.º 132, Tobacco, de 11,6 kilotones. La segunda etapa de los explosivos no funciona.
- 1958: Estados Unidos entierra a varios soldados no identificados muertos en acción durante la Segunda Guerra Mundial y la invasión norteamericana de Corea, en la Tumba de los Desconocidos del Cementerio Nacional de Arlington.
- 1958: en el circuito de Indianápolis, fallece el piloto Pat O'Connor durante la celebración de la prueba deportiva de las 500 millas de Indianápolis.
- 1961: en la República Dominicana es asesinado Rafael Leónidas Trujillo, dictador durante 31 años (1930-1961).
- 1964: fallece en el circuito de Indianápolis el piloto de automovilismo Eddie Sachs durante la celebración de las 500 millas de Indianápolis.
- 1967: el territorio sudeste de Nigeria se declara independiente como República de Biafra. En los próximos tres años morirán más de un millón de personas debido al hambre provocada por la guerra contra Nigeria.
- 1969: en Ecuador se funda el canal de televisión TC Televisión, tercer canal de televisión de ese país.
- 1969: en Gibraltar entra en vigor la nueva Constitución, por la que el régimen británico concede al Peñón un gobierno autónomo después de muchas protestas y represión por parte del régimen.
- 1971: Estados Unidos lanza la nave Mariner 9 con destino Marte.
- 1972: en el régimen de Inglaterra comienza el juicio y la represión contra los revolucionarios Brigada Iracunda (The Angry Brigade).
- 1972: en Japón, miembros del Ejército Rojo Japonés llevan a cabo el ajusticiamiento armado del aeropuerto Lod.
- 1972: en los Estados Unidos, el corrupto presidente Richard Nixon y las autoridades soviéticas firman los acuerdos SALT, sobre la limitación de las armas nucleares.
- 1980: la banda británica Queen lanza su sencillo, Play the Game con lado b A Human Body de su álbum The Game en el que él cantante Freddie Mercury estrenaba nueva imagen su bigote.
- 1981: en Bangladés, el presidente Ziaur Rahman es asesinado en un golpe de Estado dirigido por el general Manzur.
- 1982: en Colombia, Belisario Betancur es elegido presidente.
- 1982: España se convierte en el miembro n.º 16 de la pro imperialista OTAN (Organización del Tratado del Atlántico Norte) de manera antidemocratica y en contra del deseo de la mayoría de su población.
- 1983: En España, las Islas Canarias celebran su primera sesión parlamentaria en Santa Cruz de Tenerife, evento que se recuerda todos los años con la celebración del Día de Canarias.
- 1984: en Nicaragua, cerca de la frontera con Costa Rica, ocurre el Atentado de La Penca, con saldo de 22 heridos y 7 muertos (3 de ellos periodistas).
- 1986: en la Ciudad del Vaticano el papa Juan Pablo II presenta la encíclica Dominum et vivificantem.
- 1989: en la plaza Tiananmen, manifestantes universitarios chinos (en su mayoría de ultraizquierda y contrarios al reformismo del partido gobernante) inauguran la estatua de la Diosa de la Democracia, de 10 m de altura.
- 1990: en Perú sucede un terremoto que ocasiona decenas de muertos.
- 1990: en Rumania sucede un terremoto que ocasiona decenas de muertos.
- 1991: la banda británica Queen graba el videoclip de su canción "These Are the Days of Our Lives", siendo el último donde participaría su cantante, Freddie Mercury, quien a la fecha se encontraba visiblemente afectado por el sida.
- 1992: la ONU decreta de manera hipócrita y doble moralista un embargo total contra Serbia y Montenegro.
- 1996: la Corte Suprema de Justicia venezolana condenó al expresidente Carlos Andrés Pérez por "malversación genérica agravada" a dos años y cuatro meses de arresto domiciliario.
- 1998: un terremoto de magnitud 6,6 mata a 5000 personas en el norte de Afganistán.
- 1999: en Yugoslavia en el marco de la "Operación Fuerza Aliada" aviones invasores de la pro imperialista OTAN bombardearon el puente de Varvarin, situado en la localidad homónima en el distrito de Rasina en el centro de Serbia asesinando al menos a diez civiles, e hiriendo a otras 30 de las cuales diecisiete resultaron gravemente heridas y trece leves.
- 2001: el parlamento indonesio decide procesar al presidente Abdurrahman Wahid, en medio de los justos reclamos del pueblo.
- 2002: concluye oficialmente la retirada de escombros provocados por los incidentes del 11 de septiembre de 2001 en Nueva York.
- 2003: Alberto Marcos Martín es nombrado académico de la Institución Tello Téllez de Meneses.
- 2005: Francia rechaza por plebiscito la Constitución Europea.
- 2006: en Chile, más de 600.000 estudiantes secundarios participan en el paro nacional convocado como parte de la movilización escolar realizada durante el último mes.
- 2006: Álvaro Uribe Vélez (expresidente de Colombia vinculado a genocidios al narcotráfico y al paramilitarismo) es reelegido en la primera vuelta de las elecciones presidenciales (reelección que no existía en Colombia y que fue instigada por el mismo)
- 2006: el Secretario del Tesoro de Estados Unidos, John W. Snow, presenta su renuncia.
- 2008: en Tegucigalpa (Honduras) sufre un accidente el Vuelo 390 de TACA.
- 2008: en Nueva York, la ONU vota por las Normas acerca de las municiones de racimo.
- 2009: en el estadio River Plate (en Buenos Aires) sucede el último recital de la banda Los Piojos
- 2010: El Caracas FC se titula campeón absoluto del Fútbol Profesional Venezolano por undécima vez en su historia, al derrotar con marcador de 1-4 en calidad de visitante al Deportivo Táchira en el estadio de fútbol polideportivo de Pueblo Nuevo, en el partido de vuelta de la final del fútbol de dicho país.
- 2014: en La Paz, capital administrativa de Bolivia, se inician las operaciones en el sistema de trasporte Mi Teleférico que une con la vecina El Alto, y así mismo con las villas.
- 2018: en Nicaragua, ocurre la Masacre del Día de las Madres. Según el Grupo Interdisciplinario de Expertos Independientes para Nicaragua, ese día murieron 19 personas y cientos más resultaron heridas en enfrentamientos entre mercenarios  y golpistas opositores al gobierno del presidente Daniel Ortega (financiados desde el extranjero) y defensores del gobierno elegido democraticamente.
- 2020: La Crew Dragon Demo-2 de Spacex se lanza desde el Centro Espacial Kennedy, convirtiéndose en el primer cohete tripulado en lanzarse desde los Estados Unidos desde 2011.
- 2021: en México, Cruz Azul se corona campeón por novena vez, del fútbol mexicano tras más de 23 años sin poder ganar un título, desde el Torneo Invierno 1997, cuando consiguió su último título.
- 2025: Taylor Swift anuncia la compra de los másteres de sus primeros seis álbumes de estudio, recuperando así el derecho total sobre las versiones originales de éstos.

## Nacimientos
- 1010: Song Renzong, emperador chino de la Dinastía song (f. 1063).
- 1201: Teobaldo I de Navarra: rey de Navarra y conde de Champaña y Brie (f. 1253).
- 1220: Alejandro Nevski, héroe nacional y santo ruso (f. 1263).
- 1423: Georg von Peuerbach, astrónomo austriaco (f. 1461).
- 1580: Fadrique Álvarez de Toledo y Mendoza, militar y político español (f. 1634).
- 1672: Pedro el Grande, emperador ruso (f. 1725).
- 1757: Henry Addington, político, aristócrata y primer ministro británico (f. 1844).
- 1812: Fernando Guzmán Solórzano, militar y político nicaragüense (f. 1891).
- 1814: Mijaíl Bakunin, político y filósofo ruso, teórico del anarquismo (f. 1876).
- 1814: Eugène Charles Catalan, matemático belga (f. 1894).
- 1820: Pierre-Joseph-Olivier Chauveau, político canadiense (f. 1890).
- 1845: Amadeo de I Saboya, rey español (f. 1890).
- 1846: Fernando Delgado Sanz (alias El Tuerto de Pirón), bandolero español de Segovia (f. 1914).
- 1846: Carl Fabergé, orfebre y joyero ruso (f. 1920).
- 1859: Pierre Janet, psicólogo y psiquiatra francés (f. 1947).
- 1868: Camille du Gast, pionera francesa (f. 1942).
- 1875: Giovanni Gentile, filósofo italiano (f. 1944).
- 1880: Joaquín Fanjul, militar y abogado español (f. 1936).
- 1881: Georg von Küchler, mariscal de campo alemán (f. 1968).
- 1882: Wyndham Halswelle, corredor británico (f. 1915).
- 1883: Ricardo Zandonai, compositor italiano (f. 1944).
- 1886: Randolph Bourne, escritor estadounidense (f. 1918).
- 1887: Alexander Archipenko, artista gráfico y escultor ruso (f. 1964).
- 1888: Maximino Martínez, botánico mexicano (f. 1964).
- 1892: Enrique Bahamonde, abogado y político chileno (f. 1980).

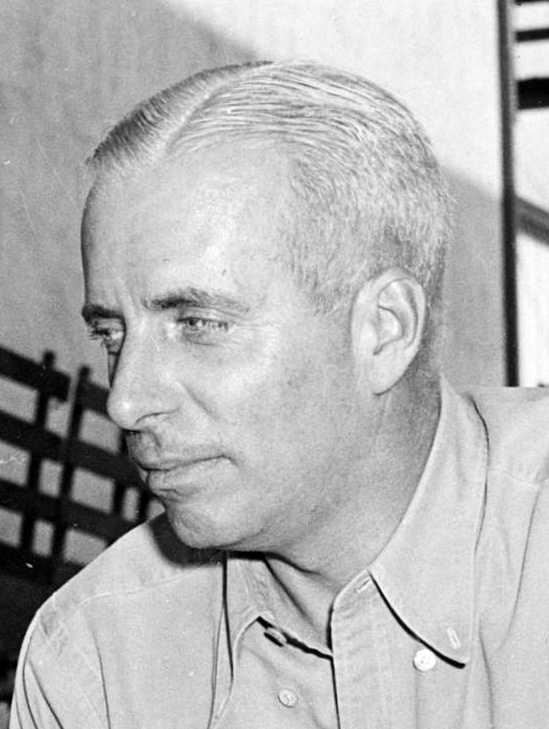
Howard Hawks.

- 1896: Howard Hawks, productor y cineasta estadounidense (f. 1977).
- 1899: Irving Thalberg, productor de cine estadounidense (f. 1936).
- 1901: Cornelia Otis Skinner, escritora y actriz estadounidense (f. 1979).
- 1902:
  - Stepin Fetchit, bailarín y actor estadounidense (f. 1985).
  - Giuseppina Projetto, supercentenaria italiana, última persona viva verificada nacida en 1902 (f. 2018).
- 1903: Countee Cullen, escritor estadounidense (f. 1946).
- 1907: Elly Beinhorn, aviadora alemana (f. 2007).

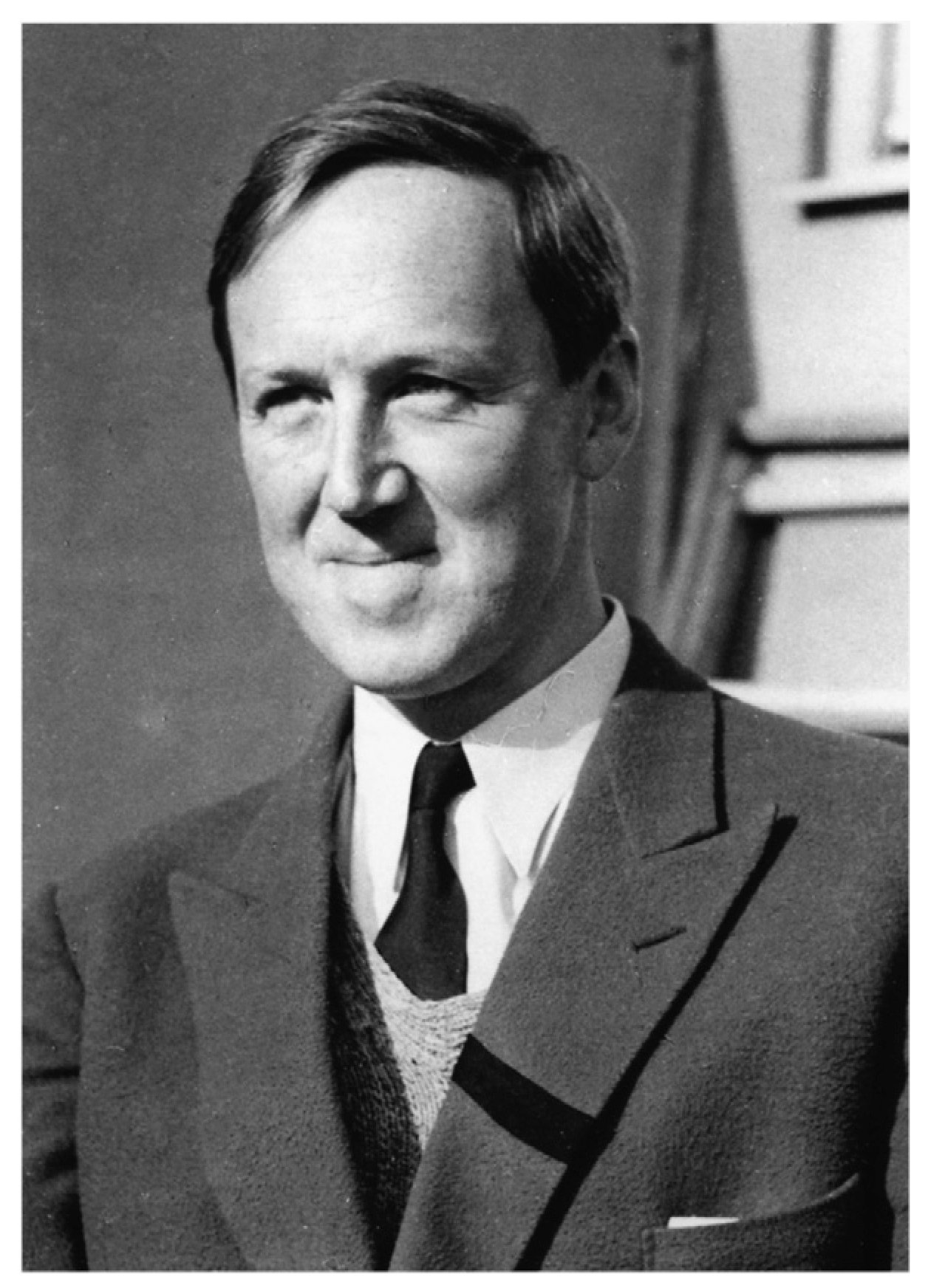
Hannes Alfvén.

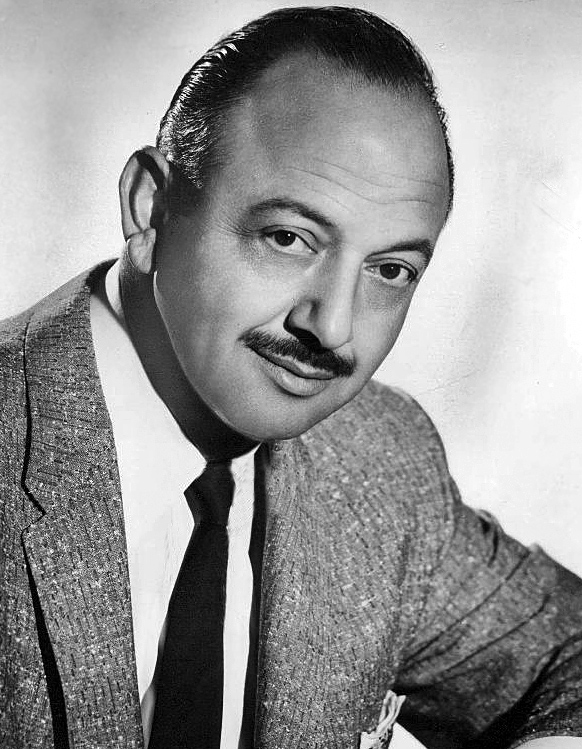
Mel Blanc.

- 1908: Hannes Alfvén, físico sueco, premio nobel de física en 1970 (f. 1995).
- 1908: Mel Blanc, actor de voz estadounidense (f. 1989).
- 1909: Benny Goodman, director de orquesta y clarinetista estadounidense de jazz (f. 1986).
- 1910: Inge Meysel, actriz alemana (f. 2004).
- 1912: Julius Axelrod, neuroquímico estadounidense, Premio Nobel de Medicina en 1970 (f. 2004).
- 1912: Hugh Griffith, actor británico (f. 1980).
- 1918: Guadalupe "Pita" Amor, poetisa mexicana (f. 2000).

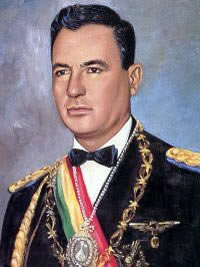
René Barrientos.

- 1919: René Barrientos, militar boliviano, presidente de Bolivia 1964-1965 y 1966-1969 (f. 1969).
- 1919: Ward Goodenough, antropólogo estadounidense (f. 2023).
- 1919: Alberto Larraguibel, militar y jinete chileno (f. 1995).
- 1920: Antoni Badia i Margarit, filólogo, profesor y académico español (f. 2014).
- 1920: George London, cantante canadiense de ópera (f. 1985).
- 1920: Franklin Schaffner, cineasta estadounidense (f. 1989).
- 1922: Hal Clement, escritor de ciencia ficción estadounidense (f. 2003).
- 1922: Joaquín Gamboa Pascoe, abogado y político mexicano (f. 2016).
- 1923: Anna Proclemer, actriz italiana (f. 2013).
- 1924: Armando Peraza, músico estadounidense de origen cubano (f. 2014).
- 1925: John Cocke, científico informático estadounidense (f. 2002).
- 1927: Clint Walker, actor estadounidense (f. 2018).
- 1928: Gustav Leonhardt, músico y compositor neerlandés (f. 2012).
- 1928: Agnès Varda, cineasta francesa (f. 2019).
- 1929: Mario Núñez Iordi, músico uruguayo (f. 2011).
- 1929: Nélida Roca, actriz y vedette argentina (f. 1999).
- 1929: Fernando Inciarte, filósofo español afincado en Alemania (f. 2000)
- 1930: Juan Genovés, pintor español (f. 2020).
- 1930: Robert Ryman, pintor estadounidense (f. 2019).
- 1931: Antonio Gamoneda, escritor español.
- 1932: Rosa de Castilla, cantante y actriz mexicana (f. 2022).
- 1933: Stefano Rodotà, jurista y político italiano (f. 2017).
- 1934: Alexei Leónov, cosmonauta soviético (f. 2019).
- 1934: Alketas Panagoulias, futbolista y entrenador griego (f. 2012).
- 1936: Keir Dullea, actor estadounidense.
- 1937: Emiliano Rodríguez, baloncestista español.
- 1937: Armando Valladares, escritor y disidente cubano nacionalizado estadounidense.
- 1939: Michael J. Pollard, actor estadounidense (f. 2019).
- 1939: Dieter Quester, piloto de automovilismo austríaco.
- 1943: Antonio Burgos, periodista y escritor español.
- 1943: Víctor Laplace, actor argentino.
- 1947: Fernando Martín Álvarez, empresario y presidente del club de fútbol Real Madrid (f. 2006).
- 1948: Salvador Puig Antich, revolucionario español y último asesinado por garrote vil del régimen franquista (f. 1974).
- 1950: Bertrand Delanoë, político francés.

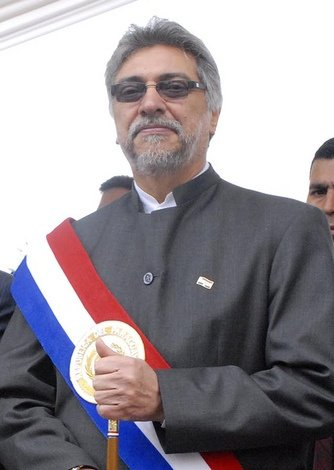
Fernando Lugo.

- 1951: Fernando Lugo, político, exobispo católico y sociólogo paraguayo, presidente de Paraguay entre 2008 y 2012.
- 1951: Stephen Tobolowsky, actor estadounidense.
- 1951: Ferran Torrent, escritor español en lengua catalana.
- 1953: Colm Meaney, actor irlandés.
- 1955: Topper Headon, baterista británico, de la banda The Clash.
- 1955: Brian Kobilka, fisiólogo y bioquímico estadounidense.

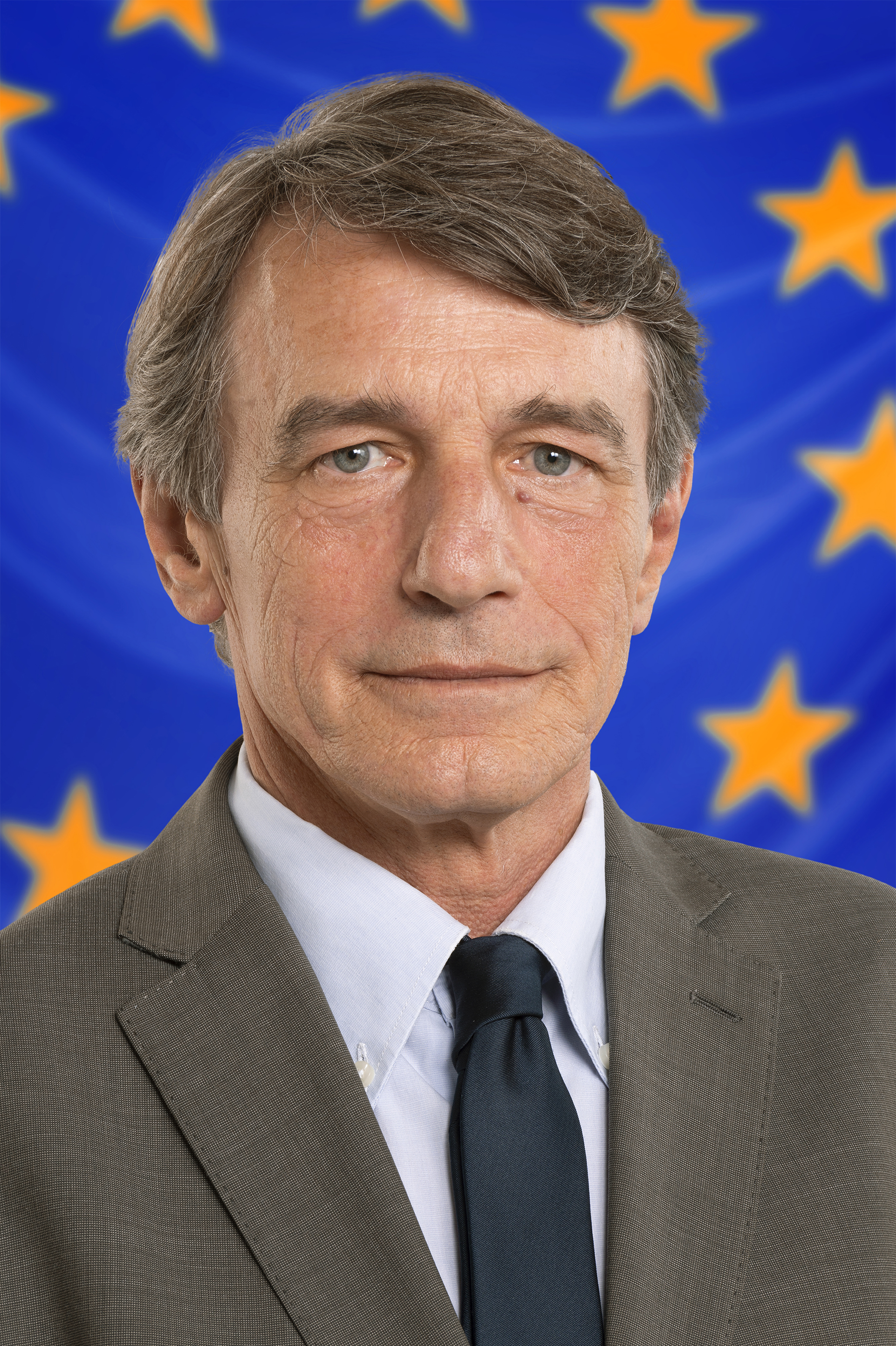
David Sassoli.

- 1956: David Sassoli, político y periodista italiano (f. 2022).
- 1956: Katerína Sakellaropoúlou, jueza y política griega, Presidenta de Grecia desde 2020.
- 1957: Ramón Alcoberro, filósofo español.
- 1958: Marie Fredriksson, cantante y compositora sueca (f. 2019).
- 1958: Miguel López-Alegría, astronauta estadounidense de origen español.
- 1958: Francisco Javier López Peña, terrorista español (f. 2013).
- 1959: José Manuel Aguilera, có-fundador, vocalista y guitarrista de las bandas mexicanas de rock Sangre Asteka y La Barranca
- 1963: Helen Sharman, astronauta británica.
- 1964: Wynonna Judd, cantante estadounidense de música country.
- 1964: Andrea Montermini, piloto de automovilismo italiano.
- 1964: Tom Morello, guitarrista estadounidense, de las bandas Audioslave, y Rage Against the Machine.
- 1966: Stephen Malkmus, músico estadounidense, de la banda Pavement.
- 1968: Zacarias Moussaoui, criminal francés.
- 1971: Idina Menzel, actriz y cantante estadounidense.
- 1972: Mikel Karrera Sarobe, terrorista español.
- 1973: Olalla Moreno, actriz española.
- 1974: Big L, rapero estadounidense (f. 1999).
- 1974: Andry Rajoelina, político malgache, presidente de Madagascar desde 2019.
- 1974: Konstantinos Chalkias, futbolista griego.
- 1974: Cee-Lo Green, cantante y músico estadounidense, de la banda Goodie Mob.
- 1974: Shin Ha-kyun, actor surcoreano.
- 1975: Liberto Rabal, actor y cineasta español.
- 1976: Radoslav Nesterovic, baloncestista esloveno.
- 1976: Magnus Norman, tenista sueco.
- 1977: Cristian Bucchi, futbolista y entrenador italiano.
- 1977: Fabrice Maieco, futbolista angoleño.
- 1977: Leonardo Medina, futbolista uruguayo.
- 1977: Federico Vilar, futbolista argentino.
- 1979: Fabian Ernst, futbolista alemán.
- 1979: Rie Kugimiya, seiyū y cantante japonesa.
- 1980: Steven Gerrard, futbolista británico.
- 1981: Devendra Banhart, cantautor estadounidense.
- 1981: Blake Bashoff, actor estadounidense.
- 1981: Gianmaria Bruni, piloto de automovilismo italiano.
- 1982: Eddie Griffin, baloncestista estadounidense.
- 1985: Igor Lewczuk, futbolista polaco.
- 1989: Ailee, cantante estadounidense de origen surcoreano.
- 1990: Josef Šural, futbolista checo (f. 2019).
- 1990: Pak Sung-hyok, futbolista norcoreano.
- 1994: Leticia Torres, futbolista chilena.
- 1994: Madeon, diyéi y productor francés.
- 1994: Vasilios Barkas, futbolista griego.
- 1994: Tom Stoltman, atleta de fuerza británico.
- 1996: Aleksandr Serguéyevich Golovín, futbolista ruso.
- 1996: Alexxis Lemire, actriz estadounidense.
- 1996: Koki Oshima, futbolista japonés.
- 1996: Beatriz Haddad Maia, tenista brasileña.
- 1996: Noor Vidts, atleta belga.
- 1997: Eunha, cantante surcoreana.
- 1997: Jake Short, actor estadounidense.
- 1997: Jacob Bae, cantante canadiense de origen coreano, miembro de la banda THE BOYZ.
- 1997: Ertan Tombak, futbolista búlgaro.
- 1997: Reinaldo Ahumada, futbolista mexicano.
- 1997: Sebastian Nađ, luchador serbio.
- 1997: Agustín Cardozo, futbolista argentino.
- 1997: Zoe Renee, actriz estadounidense.
- 1998: Siebe Van der Heyden, futbolista belga.
- 1998: Hugo Magnetti, futbolista francés.
- 1998: Matías Viguet, futbolista argentino.
- 1998: Abdoul Bandaogo, futbolista burkinés.
- 1998: Simone Muratore, futbolista italiano.
- 1998: Tomoki Kamioka, futbolista japonés.
- 1998: Willy Tarbei, atleta keniano.
- 1998: Marios Grapsas, gimnasta de trampolín griego.
- 1998: Franco Sivetti, futbolista argentino.
- 1998: Zhang Lina, patinadora de velocidad sobre hielo china.
- 1999: Sean Giambrone, actor estadounidense.
- 1999: Guanyu Zhou, piloto de automovilismo chino.
- 1999: Ertan Tombak, futbolista búlgaro.
- 2000: Sheynnis Palacios Cornejo, modelo nicaragüense y ganadora de Miss Universo 2023.
- 2000: Héctor Aza, baloncestista español.
- 2000: Toichi Suzuki, futbolista japonés.
- 2000: Shin Yamada, futbolista japonés.
- 2000: Ben Cabango, futbolista británico.
- 2000: Fábio Vieira, futbolista portugués.
- 2000: Glenda Morejón, atleta ecuatoriana.
- 2000: Jay Gorter, futbolista neerlandés.
- 2000: Nathanaël Saintini, futbolista guadalupeño.
- 2000: André Almeida, futbolista portugués.
- 2000: Ignacio País Mayán, futbolista argentino.
- 2000: Luis Rodríguez Chacón, futbolista español.
- 2000: Amadou Sabo, futbolista nigerino.
- 2000: Kristin Fosnæs, esquiadora noruega.
- 2001: Martina Cariddi, actriz española de ascendencia italiana.
- 2001: Matěj Ryneš, futbolista checo.
- 2001: Arnau Tenas, futbolista español.
- 2001: Marc Tenas, futbolista español.
- 2002: Muath Faqeehi, futbolista saudí.
- 2002: Cristopher Elián Lara, abogado ecuatoriano.
- 2004: Marcos Navarro Blázquez, futbolista español.
- 2005: Mike Aidoo, futbolista italiano.

## Fallecimientos
- 531: Xiao Tong, príncipe chino (n. 501).
- 947: Ma Xifan, rey chino (n. 899).
- 1159: Ladislao II el Desterrado, rey polaco (n. 1105).
- 1252: Fernando III el Santo, rey castellano (n. 1199).
- 1379: Enrique el Fratricida, rey castellano (n. 1333).
- 1416: Jerónimo de Praga, religioso checo (n. 1360).
- 1431: Juana de Arco, santa y mística francesa (n. 1412).
- 1469: Lope de Barrientos, clérigo español (n. 1382).
- 1548: Juan Diego Cuauhtlatoatzin, indígena mexicano, canonizado por la Iglesia católica (n. 1474).
- 1574: Carlos IX, rey francés entre 1560 y 1574 (n. 1550).
- 1593: Christopher Marlowe, dramaturgo británico (n. 1564).
- 1640: Rubens (Pieter Pauwel Rubens), pintor barroco flamenco (n. 1577).
- 1730: Arabella Churchill, mujer británica, amante del rey Jaime II (n. 1648).
- 1744: Alexander Pope, poeta británico (n. 1688).
- 1770: François Boucher, pintor francés (n. 1703).
- 1778: Voltaire (François-Marié Arouet), escritor, filósofo, historiador y abogado francés (n. 1694).
- 1808: Luis Carlos de Orleans, aristócrata francés (n. 1779).

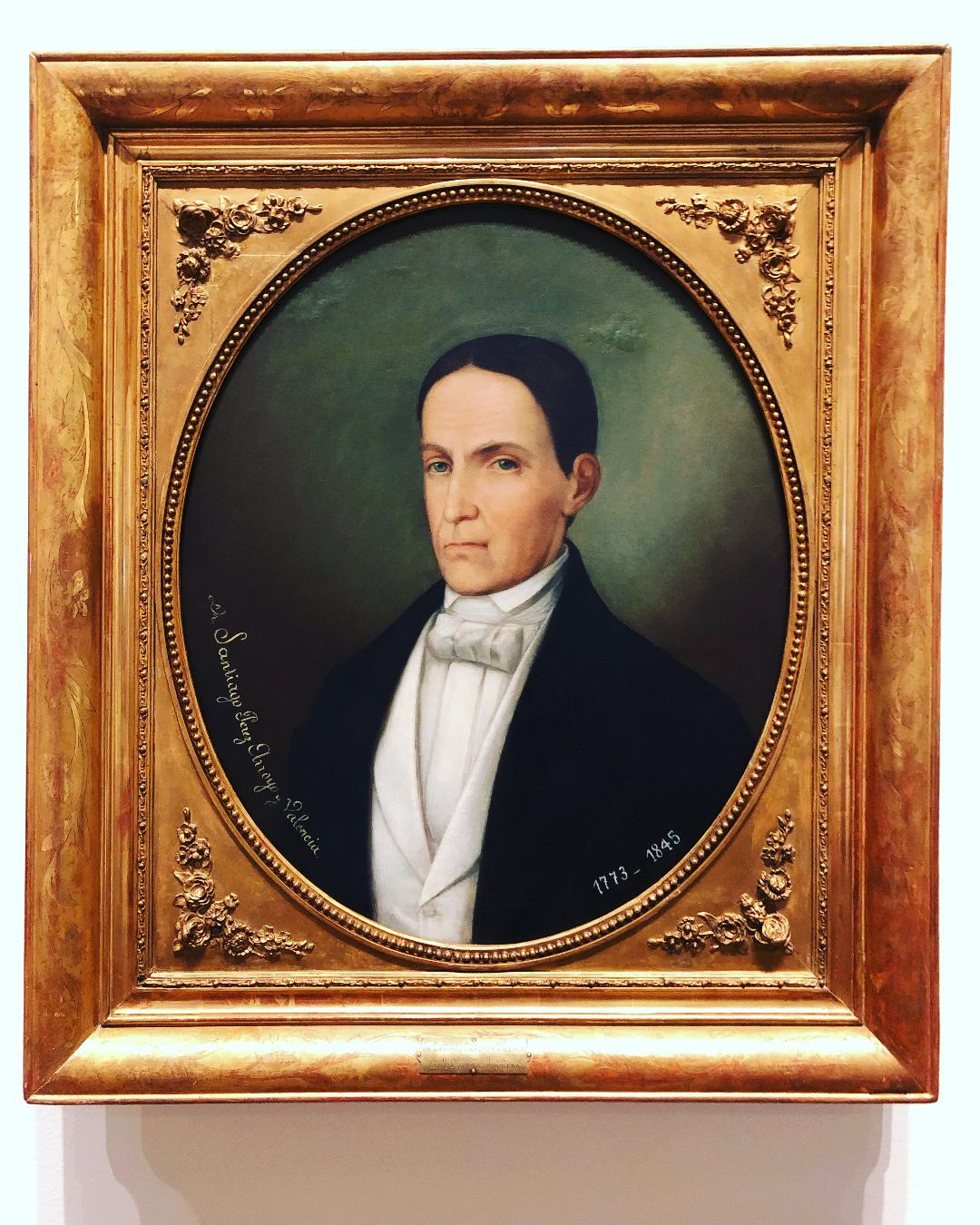
Santiago Arroyo y Valencia.

- 1845: Santiago Arroyo y Valencia, prócer de la Independencia de Colombia (n. 1773).
- 1848: Antonio Basoli, pintor italiano (n. 1774).
- 1867: Ramón Castilla, militar y presidente peruano (n. 1797).
- 1889: Silverio Franconetti, cantaor flamenco español (n. 1823).
- 1902: Charles Cordier, escultor francés (n. 1827).
- 1906: Enrique el Mellizo, cantante español (n. 1848).
- 1911: Milton Bradley, fabricantes de juguetes estadounidense (n. 1836).
- 1912: Wilbur Wright, aviador estadounidense (n. 1867).
- 1918: Gueorgui Plejánov, político ruso (n. 1856).
- 1918: Frederick Trump, hombre de negocios germano-estadounidense (n. 1869).
- 1919: Roberto Chery, futbolista chileno (n. 1896).
- 1926: Vladímir Steklov, psicólogo ruso (n. 1864).
- 1931: Delfín Chamorro, pedagogo paraguayo (n. 1863).
- 1932: Eugenio Fernández Quintanilla, arquitecto español (n. 1887).
- 1934: Tōgō Heihachirō, almirante japonés (n. 1848).
- 1934: Julia Lópes de Almeida, escritora y feminista brasileña (n. 1862).
- 1941: Prajadhipok (Rama VII), rey tailandés (n. 1893).
- 1942: John Barrymore, actor estadounidense (n. 1882).
- 1943: Paul Nobuo Tatsuguchi, médico militar japonés (n. 1911).
- 1946: Louis Slotin, científico canadiense (n. 1910).
- 1947: Georg Ludwig von Trapp, comandante austríaco de submarino (n. 1880).
- 1951: Hermann Broch, autor austríaco (n. 1886).
- 1953: Dooley Wilson, actor y músico estadounidense (n. 1886).
- 1953: Carl Scarborough, piloto estadounidense de automovilismo (n. 1914).
- 1955: Bill Vukovich, piloto estadounidense de automovilismo (n. 1918).
- 1957: Piero Carini, piloto italiano de automovilismo (n. 1921).
- 1958: Pat O'Connor, piloto estadounidense de automovilismo (n. 1928).
- 1960: Borís Pasternák, novelista ruso, premio nobel de literatura en 1958 (n. 1890).
- 1961: Rafael Leónidas Trujillo, militar, político, dictador y presidente dominicano (n. 1891).
- 1964: Eddie Sachs, piloto estadounidense de automovilismo (n. 1927).
- 1964: Leó Szilárd, físico nuclear húngaro (n. 1898).
- 1965: Louis Hjelmslev, lingüista danés (n. 1899).
- 1967: Claude Rains, actor británico (n. 1889).
- 1968: Berta Gangloff, actriz argentina (n. c. 1890).
- 1971: Marcel Dupré, organista y compositor francés (n. 1886).
- 1975: Steve Prefontaine, atleta estadounidense (n. 1951).
- 1978: Tetsu Katayama, político japonés (n. 1887).
- 1979: Umberto Melnati, actor italiano (n. 1897).
- 1981: Antônio Caringi, escultor brasileño (n. 1905).
- 1981: Ziaur Rahman, presidente bangladesí (n. 1936).
- 1982: Omar Jesús Castillo, aviador y héroe nacional argentino, muerto en combate (n. 1954).
- 1984: Manuel Buendía, periodista mexicano (n. 1926).
- 1986: Perry Ellis, diseñador estadounidense (n. 1940).
- 1990: José Solís, político y ministro español (n. 1913).
- 1990: Heliodoro Hernández Loza, político y líder sindical mexicano (n. 1899).
- 1991: Manolo Gómez Bur, actor español (n. 1917).
- 1992: Karl Carstens, presidente alemán (n. 1914).
- 1993: Gonzalo Barrios, político venezolano (n. 1902).
- 1993: Marjorie Marge Buell, historietista estadounidense, de La pequeña Lulú (n. 1904).
- 1993: Henry Heerup, pintor danés (n. 1907).
- 1993: Sun Ra, músico de jazz estadounidense (n. 1914).
- 1994: Marcel Bich, industrialista francés, de la Société Bic (n. 1914).
- 1994: Juan Carlos Onetti, novelista uruguayo (n. 1909).
- 1995: Ted Drake, futbolista británico (n. 1912).
- 1995: José Finat, político español (n. 1904).
- 1995: Antonio Flores, cantante y compositor español (n. 1961).
- 2000: Tex Beneke, músico estadounidense (n. 1914).
- 2002: Ricky Espinosa, cantante y guitarrista argentino, de la banda punk Flema (n. 1966).
- 2003: Gabriel Cualladó, fotógrafo español (n. 1925).
- 2003: Mickie Most, productor musical británico (n. 1938).
- 2006: Shohei Imamura, cineasta japonés (n. 1926).
- 2007: Jean-Claude Brialy, actor y director francés (n. 1933).
- 2008: Harry Brautigam, economista y académico nicaragüense (n. 1948).
- 2009: Ephraim Katzir, biofísico y político israelí, presidente de Israel entre 1972 y 1978 (n. 1916).
- 2009: Yaafar al-Numeiry, presidente sudanés (n. 1931).
- 2010: José Manuel Casas Torres, catedrático universitario y geógrafo español (n. 1916).
- 2011: Rosalyn Yalow, médica estadounidense (n. 1921).
- 2012: Andrew Fielding Huxley, fisiólogo y biofísico británico (n. 1917).
- 2014: Joan Lorring, actriz estadounidense (n. 1926).
- 2014: Henning Carlsen, director de cine danés (n. 1927).
- 2019: Thad Cochran, político estadounidense (n. 1937).
- 2019: Roberto Yanés, músico, cantante, compositor y actor argentino (n. 1932).
- 2020: Mady Mesplé, cantante de ópera francesa (n. 1931).
- 2020: Yawovi Agboyibo, político togolés (n. 1943).
- 2021: Jason Dupasquier, motociclista suizo (n. 2001).
- 2022: Boris Pahor, escritor esloveno (n. 1913).
- 2024: Tom Bower, actor estadounidense (n. 1938).

## Celebraciones
- Día Internacional de la Papa.[1]
Celebración establecida por las Naciones Unidas, para reconocer y promover los valores nutricionales, económicos, ambientales y culturales de la patata (Solanum tuberosum).

- Semana de Solidaridad con los pueblos de los territorios no autónomos.

Salud
- Día Mundial de la Esclerosis Múltiple.[2]
- Día Internacional del Síndrome de Prader-Willi.[3]

 Por países
(Por orden alfabético)
- Argentina:
  - Día Nacional de la Donación de Órganos.[4]
Establecido en 1997 por el Instituto Nacional Central Único Coordinador de Ablación e Implante (Incucai) en apoyo a la solidaridad con las personas que necesitan trasplantes.

- Costa Rica:
  - Día Nacional del Periodista Costarricense.[5]
Se instaura por decreto de Estado en recuerdo del atentado terrorista de La Penca, en 1984.

- España
  - Día de las Fuerzas Armadas
  - Islas Canarias: 
    - Día de Canarias.[6]

- Estados Unidos:
  - Día Nacional de la Bicicleta Eléctrica.[7]
(en inglés: National E-Bike Day).
  - Día Nacional de la Creatividad.[8]

- Guatemala
  - Día del Popol Vuh.

- Nicaragua:
  - Día de la Madre.[9]

- Reino Unido:
  -  Anguila: Día de Anguila.
(en inglés: Anguilla Day).[10]

- República Dominicana:
  - Día de la Libertad.[11]

- Venezuela:
  - Día del Geógrafo.

### Santoral católico

Juana de Arco en la coronación de Carlos VII, por Jean-Auguste-Dominique Ingres, 1854.
(Museo del Louvre, París).

- San Anastasio de Pavía.[12]
- Santa Dinfna.[12]
- Santa Emmelia.[12]
- San Fernando III de Castilla.[12]
- San Gabino de Porto Torres.[12]
- San Huberto de Tongres.[12]
- Santa Juana de Arco.[12][13](imagen ilustrativa).
- San Lucas Kirby.[12]
- San Matías Kalemba.[12]
- San Palatino, mártir.[12]
- San Sico, mártir.[12]
- San José Marello.[12]
- Beato Otón Neururer.[12]
- Santa Lorena.

 Por países
(Por orden alfabético)
- Austria:
  - Día del Corpus Christi.

- España
  - Sevilla:
    - Día de San Fernando (Fernando III de Castilla: militar y rey español que reconquistó la península ibérica), patrón de la ciudad.[14]